# Dragoljub Vidačić
Dragoljub Vidačić (in serbo Драгољуб Видачић?; Trebigne, 26 dicembre 1970) è un ex cestista e allenatore di pallacanestro serbo.

## Palmarès

### Giocatore
- YUBA liga: 4

Stella Rossa Belgrado: 1992-93, 1993-94
Partizan Belgrado: 1995-96, 1996-97
- Coppa di Macedonia: 1

Rabotnički Skopje: 1998